# Vicente Guterres
Vicente da Silva Guterres (Baguia, 22 de janeiro de 1955) é um político timorense.

## Biografia
Na eleição parlamentar em Timor-Leste de 2007, foi eleito ao Parlamento Nacional de Timor-Leste como o segundo nome da lista de candidatos do Congresso Nacional para a Reconstrução de Timor-Leste (CNRT), um partido dirigido por Xanana Gusmão.
A 11 de fevereiro de 2008, tornou-se presidente interino de Timor-Leste, após o presidente José Ramos-Horta ser ferido num ataque ocorrido na sua casa. Como presidente interino, decretou a 12 de fevereiro um estado de emergência de dois dias. Após regressar de Portugal, o presidente do Parlamento Nacional de Timor-Leste, Fernando 'Lasama' de Araújo, assumiu a presidência interina de Timor-Leste a 13 de fevereiro.
Em julho de 2012, foi eleito presidente do Parlamento Nacional de Timor-Leste, tendo exercido o cargo a 8 de agosto de 2012 e renunciado a 5 de maio de 2016.